# Opteron

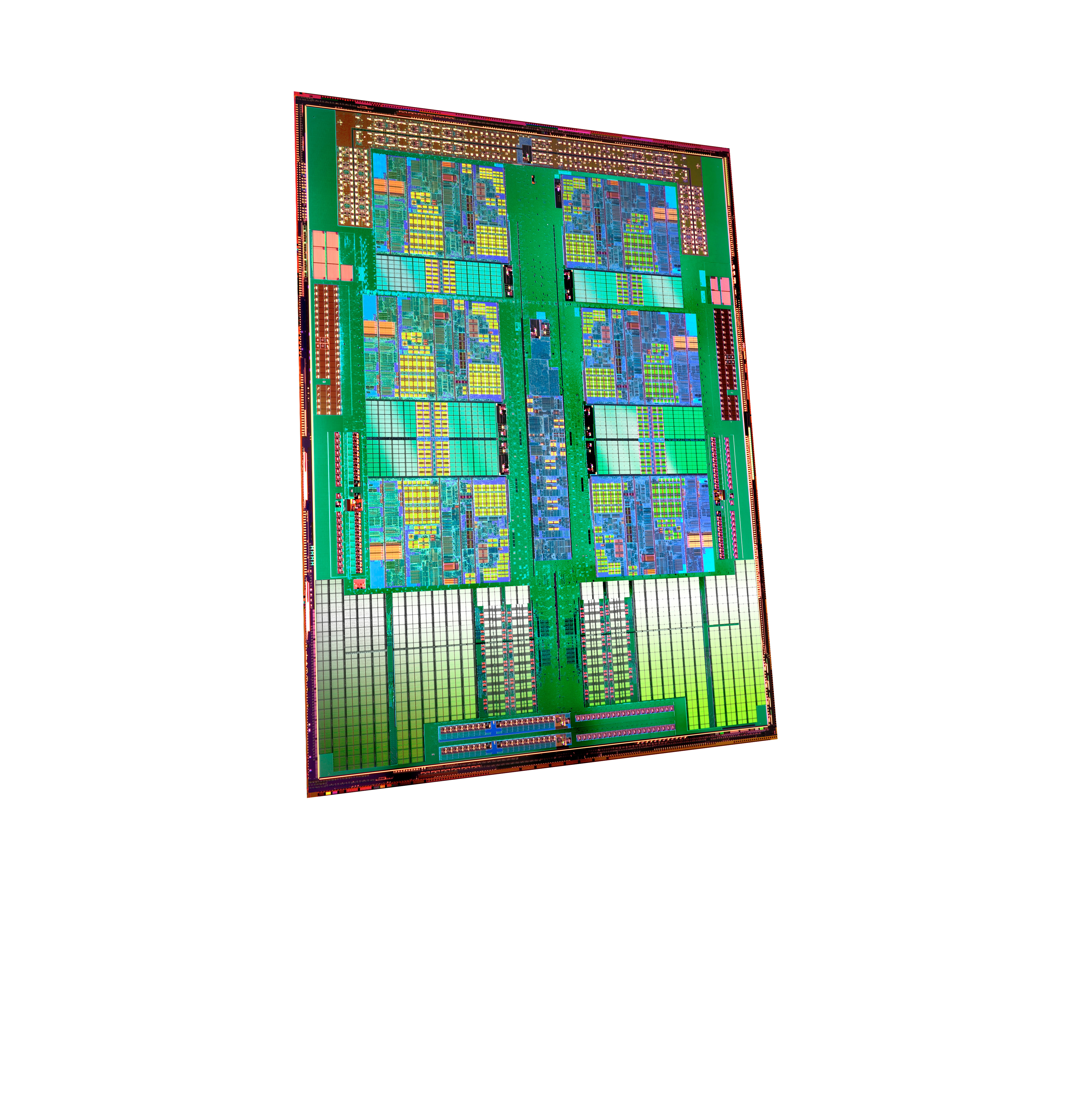
Opteron六核心處理器透視圖

Opteron是美國AMD公司一系列的64位元微處理器，中文名为皓龙。於2003年4月22日正式推出。Opteron處理器主要用於多路伺服器的領域上。最早的Opteron處理器採用了K8微處理器架構，及至2007年後期逐步過渡至K10微處理器架構。最後的Opteron產品採用的是2011年發表的Bulldozer微架構及其改版。除了x86及x86-64以外，還發售過使用ARM架構（AArch64、ARMv8）的機種。
其主要競爭對手為英特爾的Xeon處理器系列。原定Opteron將會改用Zen微架構打造，取代Bulldozer/Piledriver微架構的舊款產品，不過AMD於2017年決定將推出十四年之久的本系列終止，以採用Zen微架構打造的EPYC系列取代之。

## 效能
Opteron的優點是能以正常速度來執行現有的32位元程式，以及能執行新的64位元程式，它們當中可直接存取多於4GB的記憶體。Opteron整合了記憶體控制器，存取RAM的資料不需透過北橋。
在一張使用多顆Opteron的主機板上，處理器之間的溝通使用AMD提倡的HyperTransport技術，因此使用者並不會察覺一顆Opteron正存取另一顆Opteron的記憶體。
首批Opteron的產品型號使用了三位數字，第一位代表伺服器與工作站的路（1-way, 2-way, 4-way, 8-way），第二和第三位代表處理器的時脈速度。其後推出的Socket F及AM2腳位的產品改用四位數字，開頭數字越大代表效能越好。Opteron擁有3~4條HyperTransport線路，一般的Athlon 64與Athlon X2處理器只有1條，在節能技術與熱功耗上亦有差別。

## 歷史

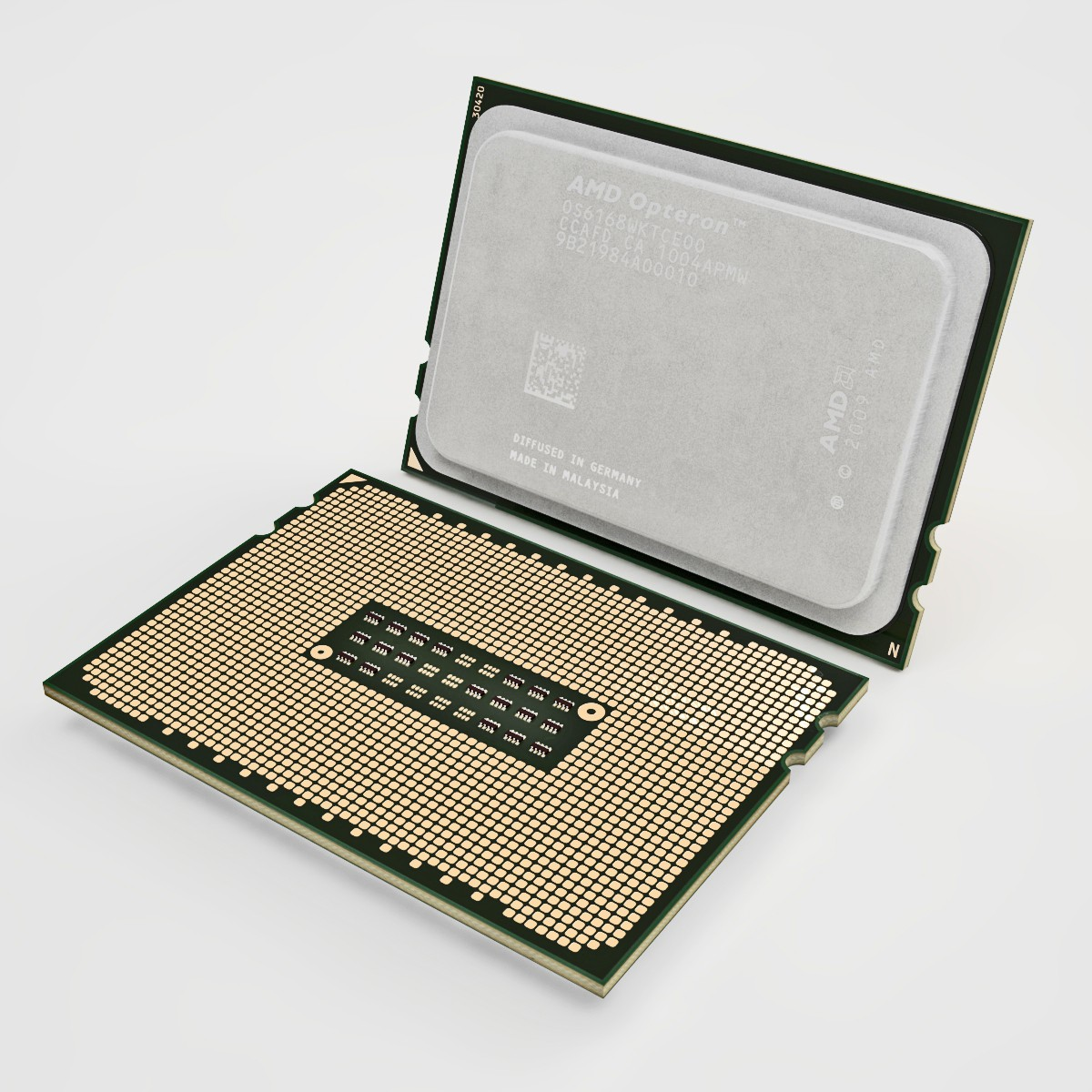
AMD Opteron 6168

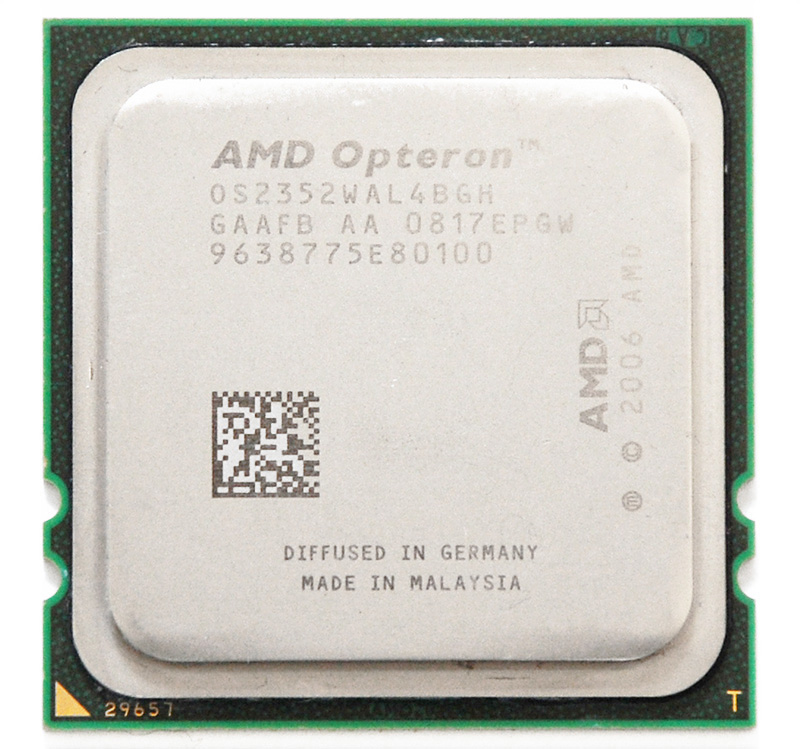
AMD Opteron Quad Core 2352 ，采用K10微架構

2007年9月10日，AMD推出首批採用K10微架構，核心代號Barcelona的Opteron 2300及8300系列B2步進處理器，全數均採用原生四核心設計及65nm SOI製程。
2008年3月1日，AMD正式出貨B3步進製程Barcelona處理器，解決了B2步進製程的TLB Bug。HP、IBM、DELL將推出採用B3步進製程的Barcelona處理器的高效能伺服器。
2008年3月，德國CeBIT 2008，AMD正式展出K10.5核心架構，代號為「Shanghai」（上海）的處理器，OEM廠商對此一新架構處理器效能感到滿意。該處理器針對IPC（每一時脈週期指令）進行改進，並且將L3快取加大至6MB。
2008年5月25日，IBM為美國國家核能安全管理部（NNSA）打造一台代號為「走鵑」（Roadrunner）的超級電腦，當中即採用6192顆AMD Opteron處理器與12960顆PowerX Cell 8i處理器搭配，計算峰值高達1.026 petaFLOPS，2008年高居世界500強超級電腦的第一位。
2008年7月25日，AMD計劃推出12核心的Opteron處理器，並升級為Socket G34插槽搭配Maranello伺服器平台。最新的Socket G34插槽將有1974腳位，比目前Socket F的1207腳位Opteron處理器，性能最多可以提升64%，12核心的Opteron處理器預計2010年面世，屆時將支援DDR3記憶體與4路HyperTransport 3.0協定，到時AMD將推出45nm製程的12核心Magny Cours和同樣採用45奈米製程的6核心Sao Paulo。AMD另外計劃在明年下半年為現有的伺服器平台推出6核心的Opteron處理器。
2008年7月28日，中國中央電視台引進1千多台內含AMD Opteron四核心的雙路伺服器，提供550Kbps編碼的北京奧運賽事實況轉播。1千多台內含Opteron四核心的雙路伺服器將分別用於前端伺服器、串流媒體伺服器、資料庫伺服器、二級媒體內容轉發伺服器、節目編碼伺服器。
2008年7月29日，AMD Opteron四核心處理器在雙路、四路伺服器創造了SPEC Web2005兩項新的世界紀錄。惠普ProLiant DL385 G5伺服器配置了兩顆四核心的Opteron 2356 2.3 GHz，SPEC Web2005得分30007，而惠普ProLiant DL585 G5伺服器配置了四顆四核心的Opteron 8356 2.3 GHz，SPEC Web2005得分高達43854，比之前的記錄提高了大約2.5%。另外四路Opteron 8356也首次使用10Gbps乙太網路進行測試，展示了Opteron直連架構的優異性能。
2008年8月11日，搭載AMD Opteron四核心處理器2360 SE型號的惠普ProLiant DL785 G5伺服器在TPC-H@300 GB決策支援測試中取得突破世界紀錄的成績，另外也在SAP® Sales和Distribution Standard Application Benchmark雙重測試中，在配置和工作負載相似的8顆Opteron處理器共32顆核心的x86伺服器中，榮獲第一名。
中國北京天文館即將上映的8000 x 8000高清晰電影將使用30台8路的Sun伺服器進行集體渲染，這些Sun伺服器一共內含160顆AMD Opteron處理器。
AMD 45 nm Opteron將提前至10月上市，並同時推出伺服器晶片組，命名為AMD SR5600，不再單純依賴nVIDIA與Broadcom等第三方廠商提供晶片組。45 nm Opteron將推出9種不同型號，時脈自2.3 GHz~2.7GHz不等，採用Socket F腳位、6MB L2快取、TDP一律75w，但HyperTransport仍將採用2.0版本。

## 另見
- AMD Opteron處理器列表
- AMD處理器列表
- x86-64
- AMD
- AMD EPYC

## 外部連結
- （英文）AMD官方網站（页面存档备份，存于）
- （繁體中文）AMD臺灣官方網站（页面存档备份，存于）
- （繁體中文）AMD商用俱樂部（臺灣）（页面存档备份，存于）